# La Gazette d'Israël
La Gazette d'Israël est un hebdomadaire sioniste révisionniste en langue française publié en Tunisie.
Fondé en octobre 1938 à Tunis par E. Ganem, son rédacteur en chef est Henri Emmanuel.

## Histoire

### Contexte
Le journal hebdomadaire est créé afin de combler le vide laissé par la disparition du Réveil juif et de Kadima.
Il est considéré comme un organe du sionisme révisionniste qui, jusqu'à la fin de la Seconde Guerre mondiale, s'intéresse peu au sujet de la Alya, mais se focalise plutôt sur les aboutissements du foyer national juif créé en Palestine et les problématiques locales, à l'instar de l'enseignement de l'hébreu, de la situation socio-économique de la Hara (quartier juif de la médina de Tunis) ou bien des droits des citoyens juifs tunisiens.
Le dernier numéro est publié en 1951.

### Directeurs
La Gazette d'Israël est dirigée successivement par les personnalités suivantes :
- David Boccara ;
- Raymond Cohen ;
- Victor Haouzi ;
- André Scemmama.

## Chiffres
Le nombre de pages des numéros varie de deux à quatre.
Entre octobre 1938 et juillet 1939, 2 000 copies du périodique sont imprimées. De décembre 1945 à septembre 1951, 15 000 copies circulent.